# Eleições estaduais no Maranhão em 1990
As eleições estaduais no Maranhão em 1990 ocorreram em 3 de outubro como parte das eleições gerais no Distrito Federal e em 26 estados. Foram eleitos o governador Edison Lobão, o vice-governador Ribamar Fiquene e o senador Epitácio Cafeteira, além de 18 deputados federais e 42 deputados estaduais. Como nenhum candidato a governador alcançou metade mais um dos votos válidos, houve um segundo turno em 25 de novembro e segundo a Constituição, o governador teria quatro anos de mandato a começar em 15 de março de 1991, sem direito a reeleição.
Em 1986 a disputa pelo governo do Maranhão foi decidida em prol de Epitácio Cafeteira que se elegeu pelo PMDB com o apoio do presidente José Sarney cuja popularidade estava em alta graças ao Plano Cruzado e nisso seu candidato obteve 81,02% dos votos válidos, cravando um novo recorde na história política do estado. Passados quatro anos, o cenário mudou devido ao desgaste acumulado pelo Governo Sarney e, atento a essa conjuntura, José Sarney transferiu o domicílio eleitoral para o Amapá, onde elegeu-se senador enquanto Epitácio Cafeteira conseguiu um mandato idêntico pelo PDC do Maranhão. Somado a isso havia o fato que, pela primeira vez em 25 anos, surgiram dois blocos políticos contrários à família Sarney: um composto por João Castelo e Epitácio Cafeteira e outro à esquerda liderado pelo prefeito de São Luís, Jackson Lago, que apoiou o nome de Conceição Andrade. Diante desse quadro os "sarneístas", lançaram Edison Lobão, que recebeu o suporte do governador João Alberto Souza.
Apurados os votos do primeiro turno, João Castelo somou 46% dos votos para governador, abrindo a perspectiva de uma derrota do "sarneísmo", evento almejado pelo presidente Fernando Collor, ferrenho crítico de seu antecessor durante a eleição presidencial de 1989. Contudo, uma vez que o ex-presidente fora eleito senador pelo Amapá, pôde atuar com mais liberdade na campanha de Edison Lobão, afinal eleito governador em segundo turno. Advogado formado no Centro de Ensino Unificado de Brasília, o novo governador nasceu em Mirador. Também jornalista, ele trabalhou no Correio Braziliense, Última Hora, na revista Maquis e na sucursal da Rede Globo em Brasília. Titular do conselho de administração da Telebrasília, foi assessor do Ministério de Viação e Obras Públicas, do governo do Distrito Federal e do Ministério do Interior. Foi eleito deputado federal pela ARENA em 1978 e reeleito pelo PDS em 1982. Como parlamentar votou contra a Emenda Dante de Oliveira em 1984 e em Paulo Maluf no Colégio Eleitoral em 1985, contudo tais posições não impediram seu ingresso no PFL sendo eleito senador em 1986. Com a vitória de Edison Lobão ao Palácio dos Leões, sua vaga de senador coube a Magno Bacelar.
Para completar a representação maranhense no Senado Federal foi eleito Epitácio Cafeteira. Nascido em João Pessoa, é técnico em Contabilidade e trabalhou no Banco do Brasil até entrar na política pela UDN. Em 1965 foi eleito prefeito de São Luís, ingressando no MDB com a imposição do bipartidarismo e perdeu a eleição para senador em 1970. Ora aliado, ora adversário de José Sarney, foi eleito deputado federal em 1974, 1978 e 1982, quando já estava no PMDB, sendo eleito governador quatro anos depois.

## Resultado da eleição para governador

### Primeiro turno
Segundo o Tribunal Regional Eleitoral do Maranhão, houve 1.301.402 votos nominais (80,06%), 175.480 votos em branco (10,79%) e 148.693 votos nulos (9,15%) totalizando o comparecimento de 1.625.575 eleitores.
| Candidatos a governador do estado | Candidatos a vice-governador | Número | Coligação                                             | Votação | Percentual |
| --------------------------------- | ---------------------------- | ------ | ----------------------------------------------------- | ------- | ---------- |
| João Castelo PRN                  | Ney Bello PMDB               | 36     | Maranhão Livre (PRN, PMDB, PDC, PSDB, PDS, PL, PSD)   | 595.392 | 45,75%     |
| Edison Lobão PFL                  | Ribamar Fiquene PFL          | 25     | Maranhão do Povo (PFL, PTB, PSC)                      | 459.542 | 35,31%     |
| Conceição Andrade PSB             | Neudson Claudino PT          | 40     | Frente Popular do Maranhão (PSB, PT, PDT, PCB, PCdoB) | 246.468 | 18,94%     |
| Fontes:                           |                              |        |                                                       |         |            |

### Segundo turno
Segundo o Tribunal Regional Eleitoral do Maranhão houve 1.290.347 votos nominais (90,07%) que somados aos 30.651 votos em branco (2,14%) e 111.564 votos nulos (7,79%) totalizam o comparecimento de 1.432.562 eleitores.
| Candidatos a governador do estado | Candidatos a vice-governador | Número | Coligação                                           | Votação | Percentual |
| --------------------------------- | ---------------------------- | ------ | --------------------------------------------------- | ------- | ---------- |
| Edison Lobão PFL                  | Ribamar Fiquene PFL          | 25     | Maranhão do Povo (PFL, PTB, PSC)                    | 695.727 | 53,92%     |
| João Castelo PRN                  | Ney Bello PMDB               | 36     | Maranhão Livre (PRN, PMDB, PDC, PSDB, PDS, PL, PSD) | 594.620 | 46,08%     |
| Fontes:                           |                              |        |                                                     |         |            |

## Resultado da eleição para senador
Nesta disputa foram apurados 389.354 votos em branco (23,95%) e 138.256 votos nulos (8,50%).
| Candidatos a senador da República | Candidatos a suplente de senador              | Número | Coligação                                             | Votação | Percentual |
| --------------------------------- | --------------------------------------------- | ------ | ----------------------------------------------------- | ------- | ---------- |
| Epitácio Cafeteira PDC            | João Oliveira Itapary PDC Vieira da Silva PDS | 171    | Maranhão Livre (PRN, PMDB, PDC, PSDB, PDS, PL, PSD)   | 653.956 | 59,56%     |
| João Bosco PSC                    | Cesário Coimbra PTB Não disponível -          | 201    | Maranhão do Povo (PFL, PTB, PSC)                      | 321.256 | 29,26%     |
| Wagner Lago PDT                   | Não disponível - Não disponível -             | 121    | Frente Popular do Maranhão (PSB, PT, PDT, PCB, PCdoB) | 122.753 | 11,18%     |
| Fontes:                           |                                               |        |                                                       |         |            |

## Deputados federais eleitos
São relacionados os candidatos eleitos com informações complementares da Câmara dos Deputados.

Representação eleita
  PFL: 7
  PDC: 3
  PRN: 2
  PMDB: 1
  PSC: 1
  PDS: 1
  PDT: 1
  PSDB: 1
  PSB: 1

| Número  | Deputados federais eleitos | Partido | Votação | Cidade onde nasceu | Unidade federativa |
| 2510    | Roseana Sarney             | PFL     | 44.785  | São Luís           | Maranhão           |
| 1710    | Francisco Coelho           | PDC     | 37.306  | Balsas             | Maranhão           |
| 2525    | Ricardo Murad              | PFL     | 36.819  | São Luís           | Maranhão           |
| 1515    | Cid Carvalho               | PMDB    | 34.003  | Rio Branco         | Acre               |
| 2566    | Sarney Filho               | PFL     | 32.470  | São Luís           | Maranhão           |
| 2544    | José Reinaldo Tavares      | PFL     | 28.926  | São Luís           | Maranhão           |
| 1760    | Eduardo Matias             | PDC     | 26.945  | Igarapé Grande     | Maranhão           |
| 2020    | Paulo Marinho              | PSC     | 25.247  | Caxias             | Maranhão           |
| 2532    | Nan Souza                  | PFL     | 24.240  | São Vicente Ferrer | Maranhão           |
| 1110    | João Rodolfo               | PDS     | 23.844  | Timon              | Maranhão           |
| 3611    | Daniel Silva Alves         | PRN     | 23.412  | Santa Inês         | Maranhão           |
| 3620    | José Burnett               | PRN     | 23.291  | São Luís           | Maranhão           |
| 2590    | César Bandeira             | PFL     | 23.014  | Vitorino Freire    | Maranhão           |
| 1211    | Haroldo Saboia             | PDT     | 22.086  | São Luís           | Maranhão           |
| 1799    | Pedro Novais               | PDC     | 22.081  | Coelho Neto        | Maranhão           |
| 4511    | Jaime Santana              | PSDB    | 22.043  | São Luís           | Maranhão           |
| 2513    | Costa Ferreira             | PFL     | 21.224  | Guimarães          | Maranhão           |
| 4011    | José Carlos Sabóia         | PSB     | 18.565  | Sobral             | Ceará              |
| Fontes: |                            |         |         |                    |                    |

## Deputados estaduais eleitos
Havia 41 vagas em jogo na Assembleia Legislativa do Maranhão.

Representação eleita
  PFL: 15
  PDC: 9
  PRN: 4
  PMDB: 3
  PTR: 2
  PSB: 2
  PT: 2
  PSC: 1
  PTB: 1
  PL: 1
  PDS: 1

| Número  | Deputados estaduais eleitos | Partido | Votação | Cidade onde nasceu | Unidade federativa |
| 17222   | Aderson Lago                | PDC     | 19.967  | São Luís           | Maranhão           |
| 25121   | Humberto Coutinho           | PFL     | 16.901  | Pedreiras          | Maranhão           |
| 25111   | Carlos Braide               | PFL     | 15.442  | Teresina           | Piauí              |
| 25201   | Mercial Arruda              | PFL     | 14.731  | Grajaú             | Maranhão           |
| 15133   | Francisco Lima              | PMDB    | 14.607  | Independência      | Ceará              |
| 25205   | Jurandir Filho              | PFL     | 14.508  | Bacabal            | Maranhão           |
| 36140   | Arnaldo Melo                | PRN     | 14.244  | Codó               | Maranhão           |
| 25222   | Maura Jorge                 | PFL     | 14.219  | Lago da Pedra      | Maranhão           |
| 25133   | Remi Trinta                 | PFL     | 12.195  | São Bento          | Maranhão           |
| 25119   | Edmar Cutrim                | PFL     | 12.161  | Matinha            | Maranhão           |
| 17170   | Raimundo Leal               | PDC     | 11.931  | Uruçuí             | Piauí              |
| 25221   | Carlos Alberto Melo         | PFL     | 11.553  | Santa Luzia        | Maranhão           |
| 20111   | Gastão Vieira               | PSC     | 11.373  | São Luís           | Maranhão           |
| 15115   | Isaac Rubens Britto Dias    | PMDB    | 11.362  | São Bento          | Maranhão           |
| 17111   | Benedito Pires              | PDC     | 11.343  | Rosário            | Maranhão           |
| 25253   | Clodomir Paz                | PFL     | 11.067  | Pedreiras          | Maranhão           |
| 25200   | Elizeu Chaves de Freitas    | PFL     | 10.639  | Barra do Corda     | Maranhão           |
| 25215   | Walber Duailibe             | PFL     | 10.212  | São Luís           | Maranhão           |
| 25144   | Osmani Macedo               | PFL     | 10.204  | Independência      | Ceará              |
| 17103   | Juscelino Rezende           | PDC     | 10.090  | São Luís           | Maranhão           |
| 17101   | Júlio Monteles              | PDC     | 9.751   | Anapurus           | Maranhão           |
| 17177   | Francisco Martins           | PDC     | 9.603   | Balsas             | Maranhão           |
| 25157   | Marly Abdalla               | PFL     | 9.599   | Coroatá            | Maranhão           |
| 25223   | Jorge Pavão                 | PFL     | 9.588   | Santa Helena       | Maranhão           |
| 17114   | Remy Soares                 | PDC     | 9.383   | Presidente Dutra   | Maranhão           |
| 25266   | Manoel Ribeiro              | PFL     | 8.962   | São Luís           | Maranhão           |
| 14123   | Nagib Haickel               | PTB     | 8.912   | Pindaré-Mirim      | Maranhão           |
| 15171   | Oseas Rodrigues             | PMDB    | 7.987   | Balsas             | Maranhão           |
| 36200   | Marcony Farias              | PRN     | 7.883   | Ouricuri           | Pernambuco         |
| 36170   | José Amado                  | PRN     | 7.307   | São Luís           | Maranhão           |
| 22200   | Roberto Rocha               | PL      | 7.295   | São Luís           | Maranhão           |
| 28101   | Vagner Pessoa               | PTR     | 7.226   | Chapadinha         | Maranhão           |
| 36222   | Zé Genésio                  | PRN     | 7.193   | Pinheiro           | Maranhão           |
| 40140   | Juarez Medeiros             | PSB     | 7.137   | São Luís           | Maranhão           |
| 11111   | Anselmo Freitas             | PDS     | 6.929   | Colinas            | Maranhão           |
| 17210   | Kleber Branco               | PDC     | 6.921   | Pedreiras          | Maranhão           |
| 17130   | José Elouf                  | PDC     | 6.869   | Mirador            | Maranhão           |
| 13130   | Luiz Soares Filho           | PT      | 6.796   | Buriticupu         | Maranhão           |
| 13110   | Domingos Dutra              | PT      | 6.788   | Buriti             | Maranhão           |
| 12115   | Benedito de Jesus           | PDT     | 6.252   | Itapecuru-Mirim    | Maranhão           |
| 40111   | José Costa                  | PSB     | 6.105   | Santa Inês         | Maranhão           |
| 28180   | J. J. Pereira               | PTR     | 1.763   | Parnarama          | Maranhão           |
| Fontes: |                             |         |         |                    |                    |